# Norbert Studnitzky
Norbert Studnitzky (Hlučín, Moravië-Silezië, 23 mei 1936) is een Tsjechisch-Duitse componist en dirigent.

## Levensloop
Studnitzky studeerde aan de Hogere Muziek-Pedagogische School in Ostrava en aan de Janáčkova akademie múzických umění v Brně, (JAMU), Brno (JAMU), in Brno. 
Na de Tweede Wereldoorlog vertrok hij naar Duitsland en woonde in het Vogtland. Hij werd dirigent aan het stedelijk theater in Zeitz, Saksen-Anhalt en was eveneens gastdirigent bij het Statelijke Vogtland-orkest en bij andere orkesten. Van 1970 tot december 1999 was hij directeur van de jeugdmuziekschool in Neuenbürg, Baden-Württemberg, en dirigent van de Stadtkapelle van Neuenbürg. 
Tegenwoordig is hij ook organist van de rooms-katholieke parochie Heilig Kreuz in Neuenbürg - Birkenfeld - Straubenhardt - Engelsbrand.

## Composities

### Werken voor orkest
- Irish Folk-Song-Suite, voor dwarsfluit, klarinet en strijkorkest

### Werken voor harmonieorkest
- Böhmische Weihnacht
- Das große Weinlieder-Potpourri
- Frank Sinatra in Concert
- Halters Music Collection Nr. 1
- Halters Music Collection Nr. 2
- Halters Music Collection Nr. 3
- Halters Music Collection Nr. 4
- Halters Music Collection Nr. 5
- Halters Music Collection Nr. 6
- Heiligste Nacht, kerstcantate voor spreker, gemengd koor en harmonieorkest
- In den Steppen de Beikals
- Kennen Sie Strauß?
- La Granadella, Spaanse wals
- Peter's Spezialitäten, selectie met hits van Peter Alexander
- Prost Stimmung
- Since you have been gone
- Soca Dance
- Symphonic Rock Highlights
- The Irish Piper
- Traumreise Griechenland
- Tiumph Marsch
- Überall blühen Rosen...
- Vom Telefon zum Mikrophon, selectie
- Wo der Südwind weht